# Lori féerique
Charmosyna pulchella
Espèce
Statut de conservation UICN

 LC  : Préoccupation mineure
Statut CITES
Le Lori féerique (Charmosyna pulchella) est une espèce d'oiseaux de la famille des Psittacidae.

## Répartition
Cet oiseau est endémique de Nouvelle-Guinée.

## Liste des sous-espèces
D'après Alan P. Peterson :
- Charmosyna pulchella pulchella G.R. Gray, 1859
- Charmosyna pulchella rothschildi (Hartert, 1930)